# P.I.M.P.
«P.I.M.P.» — пісня американського репера 50 Cent з його дебютного студійного альбому Get Rich or Die Tryin'. Ремікс з участю Снупа Доґґа, Ллойда Бенкса та Young Buck видали третім офіційним синглом. Ця версія не потрапила до початкового треклисту й з'явилася на деяких перевиданнях як бонус.
Окремок мав значний комерційний успіх, особливо в США, де він посів 3-тю сходинку Billboard Hot 100 (хоча й став першим синглом з платівки, який не став № 1) та потрапив до топ-10 у багатьох національних чартах у всьому світі. Пізніше Американська асоціація компаній звукозапису надала «P.I.M.P.» золотий статус за наклад у 500 тис. проданих копій.

## Зміст
«Pimp» The Bacao Rhythm & Steel Band використано як семпл. У музичному плані композиція містить біт зі сталевими барабанами та елементами інших стилів, реґі чи музики Карибських островів. У пісні 50 Cent стверджує, що попри думку людей про нього, він — сутенер, хоча й не має типових предметів розкоші.

## Відеокліп
Режисер: Кріс Робінсон. У відео можна побачити жінок топлес, зокрема Адріану Сейдж і Франсін Ді. Існують дві версії кліпу: цензурована та з жінками топлес. Відео дебютувало у Total Request Live на MTV 15 липня 2003 на 9-ій позиції та залишалося в чарті 50 днів. Кліп було номіновано на MTV Video Music Awards 2004 р. в категорії «Найкраще реп-відео», проте перемогу здобув кліп «99 Problems» Jay-Z.
За сценарієм кандидатуру репера розглядають у члени «Сутенерського Легіону Смерті» (англ. «PIMP Legion of Doom»). Показавши свій Чарівний Ціпок, виконавець отримує схвалення від присутніх.

## Список пісень
- Британський CD-сингл[4]

1. «P.I.M.P.» — 4:09
2. «P.I.M.P.» (Remix) (з участю Snoop Dogg, Lloyd Banks та Young Buck) — 4:37
3. «8 More Miles» (у виконанні G-Unit) — 3:08
4. «P.I.M.P.» (Music Video) — 4:10

## Чартові позиції
| Чарт (2003)                                   | Найвища позиція |
| --------------------------------------------- | --------------- |
| Австралія (ARIA)                              | 2               |
| Австрія (Ö3 Austria Top 75)                   | 12              |
| Велика Британія (The Official Charts Company) | 5               |
| Греція (IFPI Греція)                          | 7               |
| Данія (Tracklisten)                           | 5               |
| Ірландія (IRMA)                               | 4               |
| Італія (FIMI)                                 | 10              |
| Канада (Nielsen SoundScan)                    | 18              |
| Нідерланди (Nederlandse Top 40)               | 8               |
| Німеччина (Media Control AG)                  | 5               |
| Нова Зеландія (RIANZ)                         | 2               |
| Норвегія (VG-lista)                           | 4               |
| Румунія (Romanian Top 100)                    | 2               |
| США (Billboard Hot 100)                       | 3               |
| US Billboard Hot Rap Tracks                   | 1               |
| US Billboard Hot R&B/Hip-Hop Singles & Tracks | 2               |
| Угорщина (Rádiós Top 40)                      | 7               |
| Угорщина (Dance Top 40)                       | 3               |
| Фінляндія (Suomen virallinen lista)           | 10              |
| Фландрія (Ultratop 50 Фландрія)               | 10              |
| Франція (SNEP)                                | 25              |
| Швейцарія (Media Control AG)                  | 4               |
| Швеція (Sverigetopplistan)                    | 8               |